# 2196 Ellicott
2196 Ellicott је астероид са пречником од приближно 59,21 .
Афел астероида је на удаљености од 3,618 астрономских јединица (АЈ) од Сунца, а перихел на 3,262 АЈ.
Ексцентрицитет орбите износи 0,051, инклинација (нагиб) орбите у односу на раван еклиптике 10,302 степени, а орбитални период износи 2331,244 дана (6,382 година).
Апсолутна магнитуда астероида је 10,25 а геометријски албедо 0,040.
Астероид је откривен 29. јануара 1965. године.